# После. Глава 3
«После. Глава 3» (англ. After We Fell, дословно «После падения») — американский мелодраматический фильм Кастилл Лэндон, снятый по роману Анны Тодд «После падения». Продолжение фильма «После. Глава 2». В главных ролях, как и прежде, Джозефин Лэнгфорд и Хиро Файнс-Тиффин.
Основные съемки состоялись в Софии, Болгария, в конце 2020 года и снималась одновременно с После. Глава 2. Из-за конфликтов в расписании и ограничений на поездки во время пандемии COVID-19 несколько персонажей были переписаны. Фильм был театрально выпущен во многих европейских странах 1 сентября 2021 года и в Соединенных Штатах 30 сентября компаниями Vertical Entertainment и Fathom Events. Как и его предшественники, фильм получил в основном негативные отзывы с критикой за сценарий и актерскую игру. Фильм вышел в российский прокат 2 сентября 2021 года.
Сиквел «После. Долго и счастливо» вышел в 2022 году.

## Сюжет
Недавно Тесса и Хардин встретили отца Тессы Ричарда, которого приглашают на чай. Хардин плохого мнения об отце, но вскоре меняет точку зрения. Тесса должна уехать в другой город — Сиэтл. Хардину предложили там работу, но он отказался. Хардин хотел уехать с Тессой в Лондон, но предложил ей это поздно. В один из вечеров Тесса, Хардин, Лэндон и многие другие едут в домик на природе, где Тесса знакомится с подозрительным официантом Робертом. Вечером Тесса и Хардин занимаются любовью в джакузи. Спустя время Тесса уезжает в Сиэтл, но вскоре Хардин приезжает в гости. Триш Дэниэлс запланировала свадьбу со своим женихом Майком в Лондоне, куда приезжают Тесса с Хардином. Хардин злится на Кристиана из-за того, что он занялся любовью с Триш накануне её свадьбы, однако свадьба проходит нормально. Выясняется, что Кристиан — отец Хардина.

## В ролях
- Джозефин Лэнгфорд — Тесса Янг
- Хиро Файнс-Тиффин — Хардин Скотт
- Ариэль Кеббел — Кимберли
- Мира Сорвино — Кэрол Янг
- Стивен Мойер — Кристиан Вэнс
- Луиза Ломбард — Триш Дэниелс
- Чанс Пердомо — Лэндон
- Роб Эстес — Кен Скотт
- Картер Дженкинс — Роберт
- Атанас Сребрев — Ричард Янг, отец Тессы
- Киана Мадейра — Нора
- Фрэнсис Тернер — Карен
- Антон Коттас — Смит Вэнс
- Франклин Кендрик — маленький Хардин
- Эммануэль Тодоров — Майк

## Производство
В начале сентября 2020 года Джозефин Лэнгфорд и Хиро Файнс-Тиффин объявили о том, что в производство запущены третья и четвёртая части франшизы.
В октябре в СМИ появилась информация о том, что к основному актерскому составу третьего и четвертого фильмов присоединятся Стивен Мойер и обладательница премии Оскар Мира Сорвино. Стало известно, что роли во франшизе получили Чанс Пердомо и Ариэль Кеббел, а также Фрэнсис Тернер и Киана Мадейра. Режиссером третьего и четвертого фильмов стала Кастилл Лэндон. Сценарий картин написала Шэрон Собойл, соавтор сценария к фильму «После. Глава 2».

## Маркетинг
Локализованный тизер-трейлер фильма был опубликован в интернете 15 февраля 2021 года. Полноценный локализованный трейлер появился в сети 15 июля.